# Фильола, Мануэль
Мануэль Фильола (исп. Manuel Figliola; 13 мая 1914, Монтевидео — неизвестно), в других источниках Эмануэль Фильола (исп. Emanuel Fillola), в Италии играл под именем Эмануэле Фильола (итал. Emanuele Figliola) — уругвайский и итальянский футболист, полузащитник.

## Карьера
Мануэль Фильола начал карьеру в 1933 году в клубе «Расинг» из Монтевидео. В возрасте 21 год он уехал в Италию в клуб «Дженоа». 29 сентября 1935 года полузащитник дебютировал в составе команды в матче с «Ромой» (2:1). В свой второй сезон в Италии Мануэль помог клубу выиграть Кубок Италии, в финале которого была обыграна та же «Рома». В 1938 году Фильола вместе с соотечественником Карлосом Серветти спешно покинули Италию, боясь мобилизации в преддверии начала Второй мировой войны. Всего за клуб Мануэль сыграл 69 матчей и забил 5 голов.
Фильола возвратился в Южную Америку, где стал игроком бразильского клуба «Васко да Гама». Там он играл до 1943 года, составляя знаменитую международную линию полузащиты команды, прозванную «Три Мушкетёра» (порт.-браз. Tres Mosqueteiros) и состоящую из уругвайца Фильолы, аргентинца Хосе Дакунто и бразильца Алберто Зарзура. Все три игрока были выдворены из команды после прихода на пост главного тренера «Васко» Ондино Вьеры, который считал, что эти футболисты имели слишком тесные связи с руководством клуба и оказывали сильное влияние на болельщиков и партнёров по команде.
За сборную Уругвая Фильола провёл один матч — 18 июля 1934 года с Аргентиной (2:2). После приезда в Италию, Мануэль, будучи ориундо, получил итальянский паспорт и возможность играть за эту национальную команду. Он сыграл за вторую сборную Италии одну встречу — 25 апреля 1937 года с Люксембургом, где забил гол. По другим данным за вторую сборную этой страны Фильола провёл три матча и забил 1 гол.
После завершения игровой карьеры, Фильола работал тренером. В частности в 1966 году тренировал клуб «Серро».

## Международная статистика

### Уругвай
| Матчи Эмануэль Фильолы за сборную Уругвая | Матчи Эмануэль Фильолы за сборную Уругвая | Матчи Эмануэль Фильолы за сборную Уругвая | Матчи Эмануэль Фильолы за сборную Уругвая | Матчи Эмануэль Фильолы за сборную Уругвая | Матчи Эмануэль Фильолы за сборную Уругвая | Матчи Эмануэль Фильолы за сборную Уругвая |
| ----------------------------------------- | ----------------------------------------- | ----------------------------------------- | ----------------------------------------- | ----------------------------------------- | ----------------------------------------- | ----------------------------------------- |
| №                                         | Дата                                      | Место проведения                          | Оппонент                                  | Счёт                                      | Голы                                      | Турнир                                    |
| 1                                         | 18 июля 1934                              | Монтевидео                                | Аргентина                                 | 2:2                                       | —                                         | Товарищеский матч                         |

### Италия B
| Матчи Эмануэль Фильолы за сборную Италии B | Матчи Эмануэль Фильолы за сборную Италии B | Матчи Эмануэль Фильолы за сборную Италии B | Матчи Эмануэль Фильолы за сборную Италии B | Матчи Эмануэль Фильолы за сборную Италии B | Матчи Эмануэль Фильолы за сборную Италии B | Матчи Эмануэль Фильолы за сборную Италии B |
| ------------------------------------------ | ------------------------------------------ | ------------------------------------------ | ------------------------------------------ | ------------------------------------------ | ------------------------------------------ | ------------------------------------------ |
| №                                          | Дата                                       | Место проведения                           | Оппонент                                   | Счёт                                       | Голы                                       | Турнир                                     |
| 1                                          | 25 апреля 1937                             | Люксембург                                 | Люксембург                                 | 2:3                                        | 1                                          | Товарищеский матч                          |

## Достижения
- Обладатель Кубка Италии: 1936/1937